# Nhơn Hưng (Tịnh Biên)
Nhơn Hưng is een xã in het district Tịnh Biên, een van de districten in de Vietnamese provincie An Giang in de Mekong-delta.